# 藤野可織
藤野 可織（ふじの かおり、1980年2月14日 - ）は、日本の小説家。
京都府京都市出身。同志社中学校・高等学校、同志社大学文学部美学芸術学科卒業、同大学院文学研究科美学芸術学専攻博士前期課程修了。学位は修士（文学）。
大学院を修了してからは京都のカメラスタジオでアシスタントとして半年働き、その後は学術出版社で事務のアルバイトをしながら小説を執筆していた。

## 経歴
- 2006年、「いやしい鳥」で第103回文學界新人賞受賞。
- 2009年、「いけにえ」で第141回芥川龍之介賞候補。
- 2012年、「パトロネ」で第34回野間文芸新人賞候補。
- 2013年、「爪と目」で第149回芥川龍之介賞受賞。

## 著作リスト

### 単行本
- 『いやしい鳥』（2008年 文藝春秋/2018年12月河出文庫）
  - いやしい鳥（『文學界』2006年12月号）
  - 溶けない（『文學界』2008年2月号）
  - 胡蝶蘭（『MONPALNAS』2号、2008年2月・『超弦領域　年刊日本SF傑作選』2009年東京創元社）
- 『パトロネ』（2012年 集英社/2013年10月 集英社文庫）
  - パトロネ（『すばる』2011年7月号）
  - いけにえ（『すばる』2009年3月号）
- 『爪と目』（2013年7月 新潮社/2016年1月 新潮文庫）
  - 爪と目（『新潮』2013年4月号）
  - しょう子さんが忘れていること（『ユリイカ』2013年7月号）
  - ちびっこ広場（『群像』2009年5月号）
- 『おはなしして子ちゃん』（2013年9月 講談社/2017年6月 講談社文庫）
  - おはなしして子ちゃん（『群像』2012年7月号）
  - ピエタとトランジ（『群像』2013年8月号）
  - アイデンティティ（『群像』2013年8月号）
  - 今日の心霊（『群像』2013年8月号）
  - 美人は気合い（『群像』2013年2月号 「水瓶座 美人は気合い」）
  - エイプリル・フール（『群像』2013年8月号）
  - 逃げろ!（『群像』2013年8月号）
  - ホームパーティーはこれから（『群像』2013年8月号）
  - ハイパーリアリズム点描画派の挑戦（『群像』2013年8月号）
  - ある遅読症患者の手記（『群像』2013年8月号）
- 『ファイナルガール』（2014年 扶桑社/2017年1月 角川文庫）
  - 大自然（『L magazine art 京阪神アートブック』2009年4月）／去勢／プファイフェンベルガー／プレゼント／狼／戦争／ファイナルガール
- 『ドレス』（2017年11月 河出書房新社/2020年5月 河出文庫）
  - テキサス、オクラホマ（『文藝』2015年夏季号）／マイ・ハート・イズ・ユアーズ（『文藝』2015年秋季号）／真夏の一日（『文藝』2016年秋季号）／愛犬（『文藝』2016年冬季号）／息子（『文藝』2017年春季号）／ドレス（『文藝』2017年夏季号）／私はさみしかった／静かな夜
- 『ピエタとトランジ ＜完全版＞』（2020年3月 講談社/2022年10月 講談社文庫）
  - 『群像』2016年7、9、11月号、2017年2、4、7、9月号、2018年1、4、7、9月号、2019年3月号連載
- 『来世の記憶』（2020年 KADOKAWA）
  - 前世の記憶／眠りの館／れいぞうこ／ピアノ・トランスフォーマー（『新潮』2014年1月号）／フラン（『yom yom』2014年2月）／切手占い殺人事件（『新潮』2014年6月号）／キャラ／時間ある？／スパゲティ禍／世界（『すばる』2014年9月号）／ニュー・クリノリン・ジェネレーション／鈴木さんの映画／眠るまで（『文學界』2015年10月）／ネグリジェと世界美術大全集（『新潮』2016年1月）／スマートフォンたちはまだ／怪獣を虐待する（『文學界』2016年8月）／植物装／鍵／誕生／いつかったひとつの最高のかばんで
- 『青木きららのちょっとした冒険』（2022年11月 講談社）
  - トーチカ（『群像』2020年1月号）
  - 積み重なる密室（『群像』2020年11月号）
  - スカート・デンタータ（『朝倉かすみリクエスト！ スカートのアンソロジー』 2021年8月）
  - 花束（『群像』2021年5月号）
  - 消滅（『群像』2021年8月号）
  - 幸せな女たち（『群像』2021年10月号）
  - 美しい死（『群像』2022年2月号）
  - 愛情（『群像』2022年4月号）
  - トーチカ2（『群像』2022年8月号）

### その他
- 『ぼくは』（2013年 フレーベル館）
  - 高畠純との共作絵本
- 木幡狐（2015年 講談社）
  - 水沢そらとの共作絵本
- 『私は幽霊を見ない』（2019年 KADOKAWA/2022年 角川文庫）
  - エッセイ

### 単行本未収録作品
- かげ踏みあそび（『文學界』2010年12月号）
- にゃあじゃわかんない（『すばる』2012年6月号）
- わたしとVと刑事C『群像』2013年12月号
- 美術少女『文學界』2020年1月号
- 鳥たち『すばる』2023年1月号

### エッセイ・対談他
- 「おはなし」への恩返し（『すばる』2014年3月号 対談 青山七恵）